# Max Liebermann
Max Liebermann (født 20. juli 1847 i Berlin, død 8. februar 1935 i Berlin) var en tysk maler. Han levede og arbejdede i Berlin.

## Liv
Max Liebermann blev født i 1847 som søn af den velhavende jødiske industrimand Louis Liebermann og fru Philippe (født Haller). I 1859 flyttede familien til et hus ved Pariser Platz i Berlin. Max Liebermann fik allerede undervisning i malekunst af Eduard Holbein og Carl Steffeck i skoletiden. Efter Abitur (artium, studentereksamen) studerede han ved det filosofiske fakultet ved Humboldt-universitetet, og som 21-årig påbegyndte han i 1868 et kunststudium ved Weimar-akademiet, men historiemaleriet som der blev undervist i appellerede ikke til ham. Først i realisme og naturalisme, inspireret af Mihály Munkácsy, fandt Liebermann sin lidenskab. I 1873 rejste han til Paris og senere kunstnerkolonien Barbizon, for at komme i kontakt med kunstnere som Munkácsy, Troyon, Daubigny, Corot, Millet og Edouard Manet, selv om de fleste forsøg på dette mislykkedes.
Fra denne tid samlede Liebermann billeder af franske impressionister. Hans ven Alfred Lichtwark, direktøren for Hamburger Kunsthalle, overbeviste ham om at opbygge en sådan samling.
Mellem 1874 og 1914 var han regelmæssigt i Holland om sommeren, bl.a. i Laren (Nordholland), Scheveningen og Noordwijk, og malede en række billeder med det enkle landliv som motiv.
I 1878 rejste han til München, og malede der billedet Der zwölfjährige Jesus im Tempel, som vakte stor debat og førte til stærke angreb på ham og til slut en to dage lang debat i den bayerske landdag.
Tilbage i Berlin giftede han sig i 1884 med Martha Marckwald, og et år senere blev deres eneste barn født. Efter morens død flyttede Liebermann med sin familie ind i barndomshjemmet på Pariser Platz. To år senere døde også faren, og Max Liebermann arvede palæet og en millionformue. De ændrede økonomiske livsbetingelser kan have medvirket til at han ændrede sin malerstil. Han vendte sig bort fra naturalisme, og vendte sig hellere til impressionismen, og malede flere portrætter.
Selv om Liebermann siden 1897 var professor ved det kongelige akademi og jurymedlem for akademiudstillingerne, grundlagde han i 1899 sammen med Walter Leistikow Berliner Secession som modpol mod den "umoderne" akademivirksomhed. Under hans ledelse som præsident opnåede Berliner Secession et fremragende omdømme og blev en af de vigtigste tyske kulturinstitutioner.
Fra 1910 arbejdede Liebermann med motiver fra haven til sit landhus ved Wannsee. Af hans senere værker er de fleste motiver herfra. I 1920 blev han præsident for det preussiske kunstnerakademi, fra 1932 ærespræsident. 
Efter nationalsocialisternes magtovertagelse trak han sig i 1933 som ærespræsident. Efter at have set nationalsocialisternes fakkeltog efter magtovertagelsen fra sin bolig på Pariser Platz ved siden af Brandenburger Tor, skal Liebermann have sagt: "Ich kann gar nicht so viel fressen, wie ich kotzen möchte" (frit oversat: "Det er ikke muligt at spise så meget som jeg ønsker at brække mig").
I 1935 døde Max Liebermann efter længere tids sygdom 88 år gammel i Berlin. Han blev begravet på den jødiske kirkegård i Prenzlauer Berg. Af de ca. 80 personer som var tilstede ved begravelsen hørte Ferdinand Sauerbruch, Hans Purrmann og Käthe Kollwitz.

## Værker
I sine tidlige år malede Liebermann scener fra landlivet, og fra sit eget liv og virke. Senere blev han sammen med Lovis Corinth og Max Slevogt en af de tre største repræsentanter for den såkaldte tyske impressionisme.
Motiver fra hans malerier var nu scener fra borgerskabet. I Berlin blev han en anerkendt og efterspurgt portrætmaler. I hans sene periode malede han ca. 200 billeder med motiver fra landhuset ved Wannsee.

### Udvalgte værker
- 1872, „Gänserupferinnen“ (under indflydelse af ungareren Munkàcsy)
- 1875, „Kartoffelernte“ (Barbizon)
- 1879, „Der zwölfjährige Jesus im Tempel“, Kunsthalle, Hamborg
- 1880, „Altmännerhaus in Amsterdam“
- 1882, „Freistunde im Amsterdamer Waisenhaus“
- 1883, „Wäschebleiche“
- 1900, „Badende Knaben“
- 1902, „Polospiel“, Kunsthalle, Hamborg
- 1906, „Landschaften von Noordwijk“, Neue Nationalgalerie, Berlin
- 1912, Portræt „Walther Nernst“
- 1925, „Gartenbank unter dem Kastanienbaum im Wannseegarten“
- 1927, Portræt „Paul Hindenburg“